# Tilla Durieux als Circe
Tilla Durieux als Circe ist ein Ölgemälde von Franz von Stuck, das etwa 1912 entstanden ist. Das im symbolistischen Stil gemalte Bild zeigt die österreichische Schauspielerin Tilla Durieux in ihrer Rolle als Zauberin Circe in dem gleichnamigen Theaterstück von Calderón. Das Bild gehört seit 1969 als Dauerleihgabe der Bundesrepublik Deutschland zum Bestand der Alten Nationalgalerie in Berlin.

## Beschreibung, Hintergrund und Deutung
Das Gemälde ist ein Halbporträt und hat die Maße 60 × 68 cm. Ausgeführt ist es in Ölmalerei auf Holz. Der vergoldete Rahmen des Bildes wurde nach einem Entwurf von Franz von Stuck gefertigt. Das Bild trägt links unten die Signatur und Inschrift FRANZ VON STVCK TILLA DVRIEVX ALS CIRCE. Entstanden ist es in München; es trägt die Inventarnummer F.V. 90.
Tilla Durieux war die meist gemalte Schauspielerin ihrer Epoche. So porträtierte allein Franz von Stuck sie in sechs verschiedenen Versionen. Der Kontakt kam durch ihren Ehemann Paul Cassirer zustande, mit dem von Stuck geschäftliche Beziehungen pflegte. 1912 hatte Tilla Durieux ein Gastspiel im Münchner Künstler-Theater, in dem sie als Zauberin Circe in dem gleichnamigen, von Georg Fuchs bearbeiteten Stück nach Calderón auftrat. Von Stuck lud die Schauspielerin in sein Münchner Atelier ein, und mehrere Fotos wurden von ihr, gekleidet im Bühnenkostüm, gemacht, entweder von Franz oder Mary von Stuck. Eins dieser Fotos diente dann als Grundlage für das Gemälde.

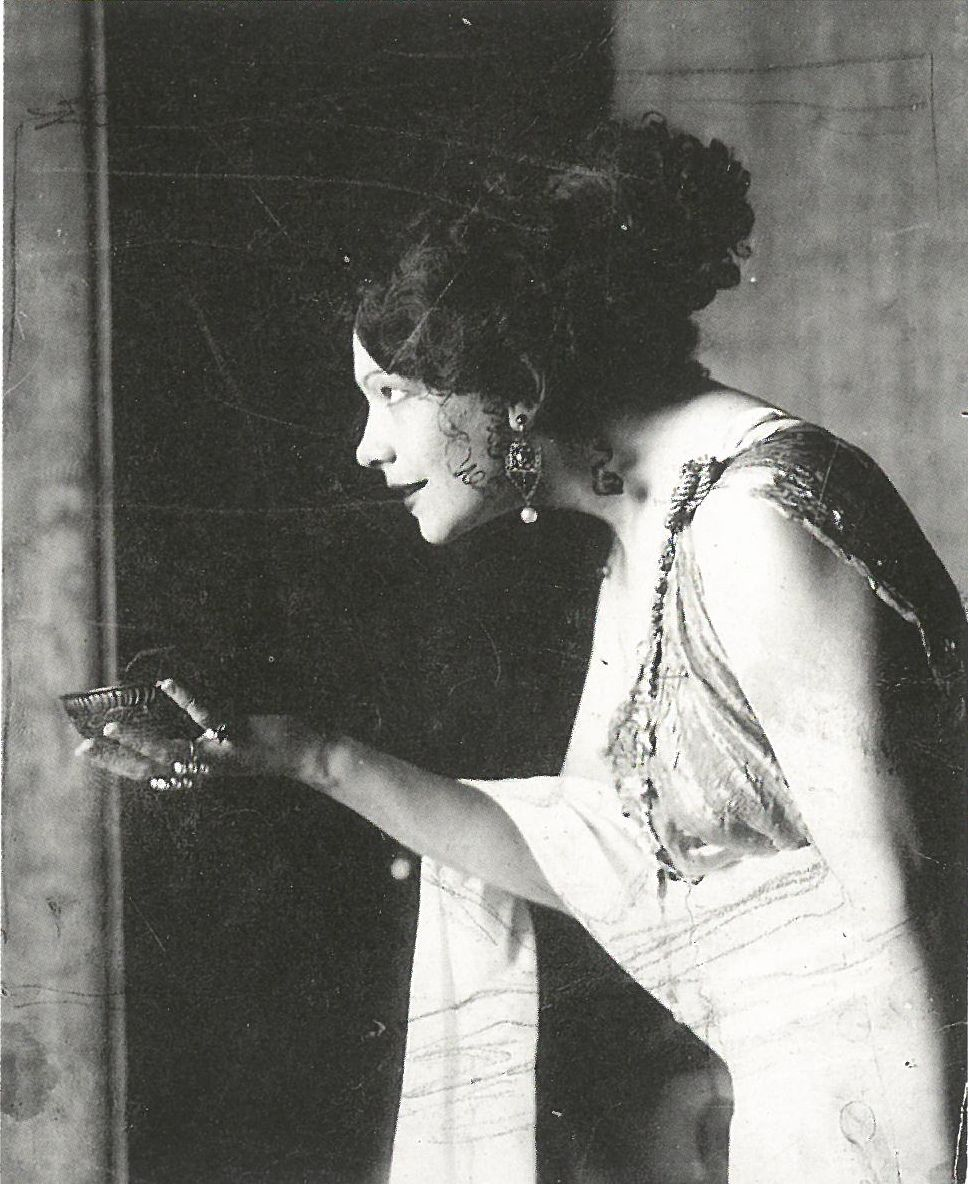
Fotografie von Franz oder Mary von Stuck, die als Vorlage zu dem Gemälde diente

Tilla Durieux wird in der Szene des Theaterstücks dargestellt, dem dramatischen Höhepunkt, in der Circe dem Odysseus den mit Kräutern versetzten Trunk anbietet, um ihn in ein zahmes Tier zu verwandeln. Ihr verführerischer erwartungsvoller Blick wird im Profil gezeigt, die Figur erscheint isoliert, wie bei Stuck üblich, ohne räumliche Einbindung, Bühnenbild und Geschichte. Es geht allein um die Person, die schön und gefährlich ist. In jener Zeit des Symbolismus waren Frauen in der Bildenden Kunst als Objekt der bürgerlichen männlichen Begierde gleichzeitig sowohl Femme fatale, Heilige als auch Hure. Parallelen eines solchen Frauenbildes aus dem Fin de Siècle finden sich beispielsweise auch in Richard Strauss’ Oper Salome.
In der rechten Hand hält Circe eine Schale, die mit einem Löwenrelief geschmückt ist, eine Anspielung auf die Löwen, die einmal menschliche Besucher ihrer Insel waren und nun von ihr in einem Gehege gehalten werden. Der linke Arm hängt leicht nach hinten gerichtet herunter. Sie trägt Schmuck in Form eines goldenen Ohrrings mit Perlen und an den Fingern sind drei Ringe erkennbar. Ihr blaues Kleid bedeckt nur die linke Schulter. Das rote Haar ist hochgesteckt, allerdings haben sich einzelne Strähnen gelöst, was als Symbol für das leicht Verruchte der Circe aufgefasst werden kann. Die durch das etwas gesenkt und vorgestreckt gehaltene Gesicht leicht aufblickenden Augen und ihre Brauen sind schwarz umrandet und nachgezogen und die Lippen des leicht geöffneten Munds sind rot geschminkt, korrespondierend zum Haar. Ihre Haut ist alabasterfarbig, ein Schönheitsideal. Ihr Blick ist nach links zu einem imaginären Punkt außerhalb des Bildes gerichtet. Sie wartet auf die Reaktion ihres für die Betrachter nicht sichtbaren Gegenübers. Die Lichtquelle zur Beleuchtung der Figur befindet sind links vorne außerhalb des Bildes.
Von Stuck verwendet in seinem Bild einen schwarzen unheimlich wirkenden Hintergrund, vor dem die Figur umso kontrastreicher hervortritt. So erhält das Bild einen leicht plakativen Charakter, was durch die kühlen Farben, in parallelen Pinselstrichen aufgetragen, verstärkt wird. Das Rot der Haartracht und der Lippen wird dadurch  ebenfalls verstärkt. Der Maler verwendet in diesem Bild nur die drei Grundfarben Rot für Lippen und Haar, Blau für das Kleid und Gelb für die Schale mit dem Löwenrelief.

## Bekannte Ausführungen des Motivs

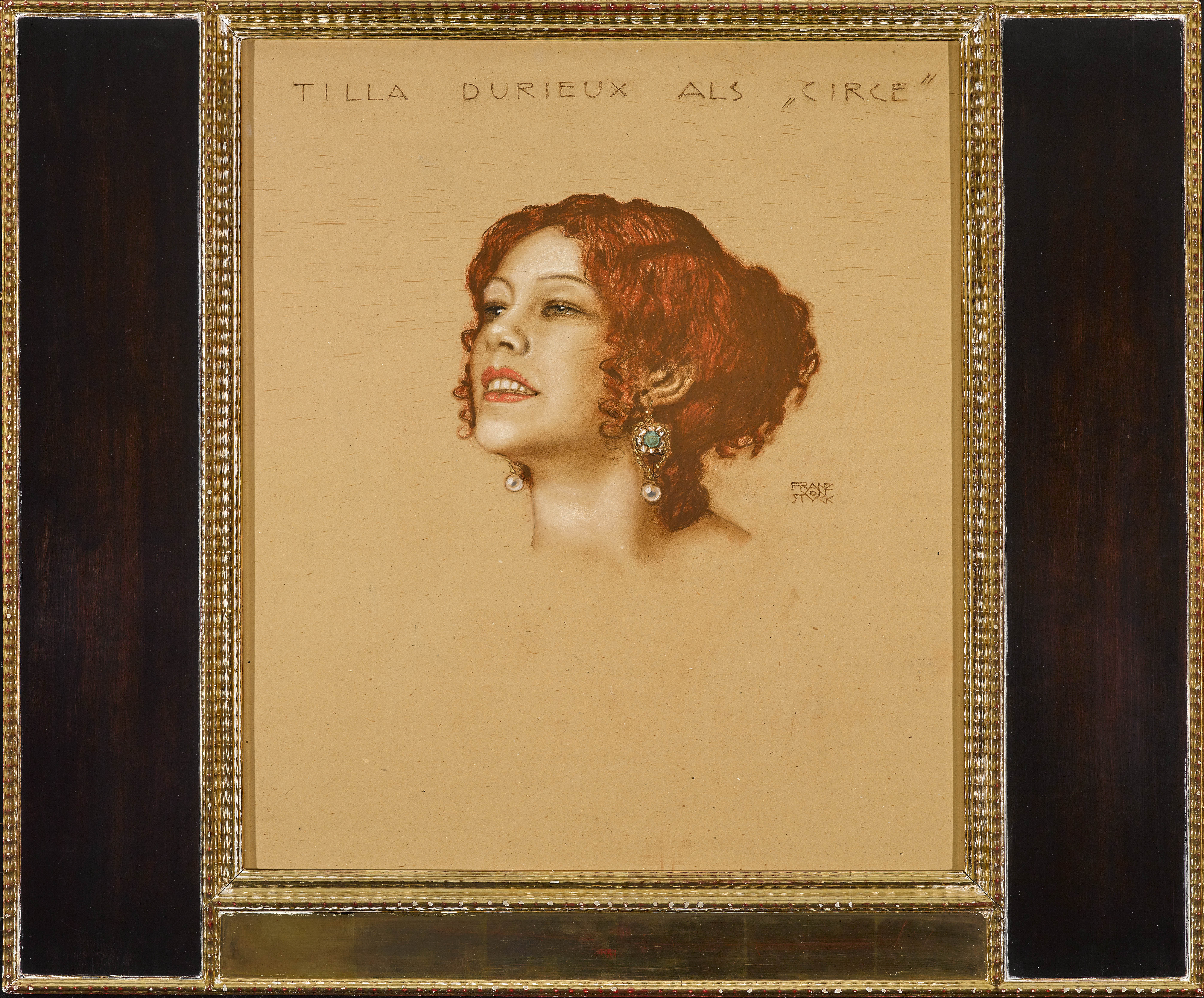
Pastellkreide über Bleistift

- Öl auf Holz 60 × 68 cm – Alte Nationalgalerie Berlin
- Mischtechnik auf Pappe 53,5 × 46,5 cm – Privatbesitz[2]
- Pastellkreidezeichnung über Bleistiftskizze auf Malkarton 30 × 42 cm – Privatbesitz
- Kupferdruck auf Büttenpapier 30 × 22 cm – Nationalbibliothek Wien
- Postkarte[3] 14 × 10 cm – Nationalbibliothek Wien
- Öl auf Pappe 77 × 70 cm – unbekannt

## Provenienz und Ausstellung
1943 gelangte das Bild aus dem Münchner Kunsthandel zur Versteigerung an das Auktionshaus Hans W. Lange, Berlin W9, Bellevuestraße 7, und kam über die Galerie Maria Almas-Dietrich in den Besitz des Deutschen Reiches. Es war vorgesehen, das Gemälde in den Bestand eines geplanten Führermuseums in Linz zu überführen. Nach dem Zweiten Weltkrieg war die Bundesrepublik Deutschland als Rechtsnachfolger Eigentümer des Bildes. 1969 kam es nach Westberlin in die gerade fertiggestellte Neue Nationalgalerie. Heute wird es auf der Museumsinsel in der Alten Nationalgalerie gezeigt.
- Sünde und Secession. Franz von Stuck in Wien. Vom 1. Juli 2016 bis zum 9. Oktober 2016 Unteres Belvedere Wien.